# Асланбейли (Турция)
Асланбейли (тур. Aslanbeyli) — деревня в Турции ила Эскишехир, в 7 км от города Сейитгази. Население — 143 чел. (2000)
Фактическое название деревни - Шукааддин (Şücaaddin). Расположена в районе Сейитгази на трассе между населенными пунктами Юкансогют и Сейитгази. В деревне нет начального школьного образования. Также отсутствует канализация (для питьевой воды жителями используются колодцы) и осуществляется очень слабая медицинская помощь, в основном выезжают на дом из других районов. К деревне проведена заасфальтированная дорога, есть электричество и стационарная телефонная связь.

## Население
| год  | население |
| ---- | --------- |
| 2000 | 143 чел   |
| 1997 | 139 чел   |

1. 1 2  https://web.archive.org/web/20240224154238/https://www.resmigazete.gov.tr/eskiler/2016/09/20160908-2.pdf